# Pelochares alluaudi
Pelochares alluaudi är en skalbaggsart som beskrevs av Delève 1968. Pelochares alluaudi ingår i släktet Pelochares och familjen lerstrandbaggar. Inga underarter finns listade i Catalogue of Life.